# Китайгородский, Илья Петрович
Илья Петрович Китайгородский (род. 25 июля 1924, Москва) — советский шахматист, мастер спорта СССР (1983).
Сотрудник Министерства финансов СССР.
Добился больших успехов в заочных соревнованиях. Серебряный призер 15-го чемпионата СССР по переписке (1981—1983 гг.; 12 из 18, по дополнительным показателям обошел А. И. Лутовинова). Участник 16-го чемпионата СССР по переписке (1983—1986 гг.).
Серебряный призер чемпионата Москвы по переписке (1980 г.)
В составе сборной Москвы победитель 8-го командного чемпионата СССР по переписке (1984—1987 гг.; 11½ из 16, 2-е место на 2-й доске).
Участник полуфинала 15-го чемпионата мира по переписке.
В начале 1990-х эмигрировал в США.